# Scooby-Doo! i WWE: Potworny wyścig
Scooby-Doo! i WWE: Potworny wyścig (ang. Scooby-Doo! And WWE: Curse of the Speed Demon) – 31. film animowany i 26. pełnometrażowy film z serii Scooby Doo z roku 2016. Następca filmu Lego Scooby-Doo: Nawiedzone Hollywood.

## Wersja polska
Dystrybucja na terenie Polski: Galapagos Films

Wersja polska: Master Film

Reżyseria: Agata Gawrońska-Bauman

Dialogi: Dariusz Kosmowski

Dźwięk i montaż: Aneta Michalczyk

Zgranie: Krzysztof Podolski

Kierownictwo produkcji: Katarzyna Fijałkowska

Wystąpili:
- Ryszard Olesiński – Scooby Doo
- Jacek Bończyk – Kudłaty
- Agata Gawrońska-Bauman – Velma
- Beata Jankowska-Tzimas – Daphne
- Jacek Kopczyński – Fred
- Miłogost Reczek - Michael Cole
- Jakub Wieczorek - Undertaker
- Jacek Król - Triple H
- Paweł Ciołkosz - Kofi Kingston
- Stefan Pawłowski - Miz
- Andrzej Blumenfeld - Vince McMahon
- Marta Markowicz - Stephanie McMahon
- Radosław Pazura - Walter Qualls
- Karolina Bacia - Paige
- Julia Kołakowska-Bytner - Lana
- Otar Saralidze - Rusev
- Adam Krylik - Sheamus
- Cezary Kwieciński - Dusty Rhodes

i inni
Lektor : Adam Bauman